# Парс Джонуби
ФК Парс Джонуби Джем (перс. باشگاه فوتبال پارس جنوبی جم‎) — иранский футбольный клуб из города Джем в провинции Бушир. Домашние матчи команда проводит на стадионе Тахти, вмещающем около 15 000 зрителей. Клуб является собственностью и поддерживается Специальной энергетической экономической зоной Парс (PSEEZ). Он назван в честь газового месторождения Южный Парс.

## История
«Парс Джонуби» был основан в 2007 году Специальной энергетической экономической зоной Парс (PSEEZ). В 2010 году он получил право играть в иранском Втором дивизионе, третьем уровне в системе футбольных лиг страны. В сезоне 2015/2016 команда финишировала на втором месте в своей группе и получило право сыграть в плей-офф за выход в Лигу Азадеган. «Парс Джонуби» оказался сильнее команды «Нафт Гачсаран» со счётом 4:0 (2:0 дома и 2:0 в гостях) и завоевал право на продвижение.
7 августа 2016 года клуб провёл свою первую игру в рамках Лиги Азадеган, дома одолев «Мес Рефсенджан» со счётом 1:0. 24 апреля 2017 года «Парс Джонуби», победив в гостях «Эстеглаль Ахваз» со счётом 2:1, стал победителем Лиги Азадеган и получил право на следующий сезон выступать в Про-лиге. 
На старте чемпионата Ирана 2017/18 «Парс Джонуби» произвёл сенсацию, возглавив после шестого тура турнирную таблицу. Главный тренер команды Мехди Тартар был признан лучшим тренером месяца мордад. Наиболее ярким эпизодом этого отрезка чемпионата стала домашняя победа со счётом 2:0 над именитым «Эстеглялем» из Тегерана. Постепенно «Парс Джонуби» сдавал свои позиции в турнире и финишировал в дебютном сезоне на пятом месте в Про-лиге. 
В сезоне 2018/19 у клуба возникли финансовые трудности и вопрос о возможности его роспуска в ближайшее время. 

## Достижения
- Лига Азадеган:
  - Победитель (1): 2016/17
- Второй дивизион:
  - 2-е место (1): 2015/16

## Болельщики
«Парс Джонуби» — самая популярная команда в шахрестане Джем. Значительное количество работников Специальной энергетической экономической зоны Парс поддерживают клуб.

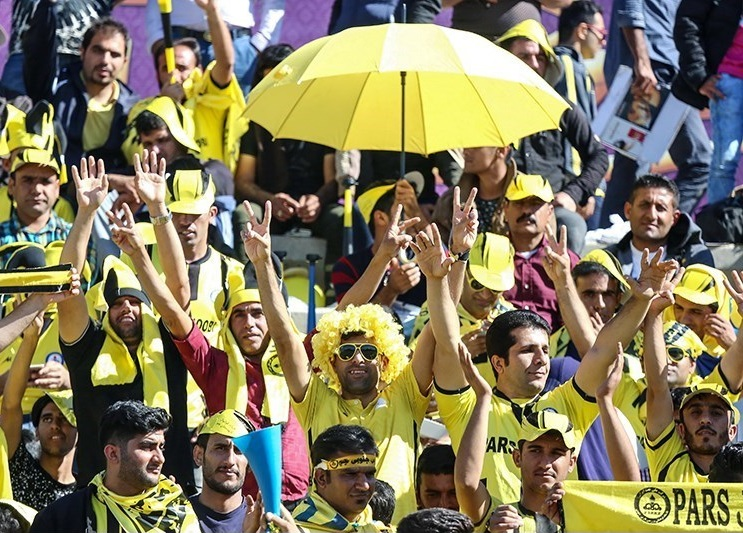
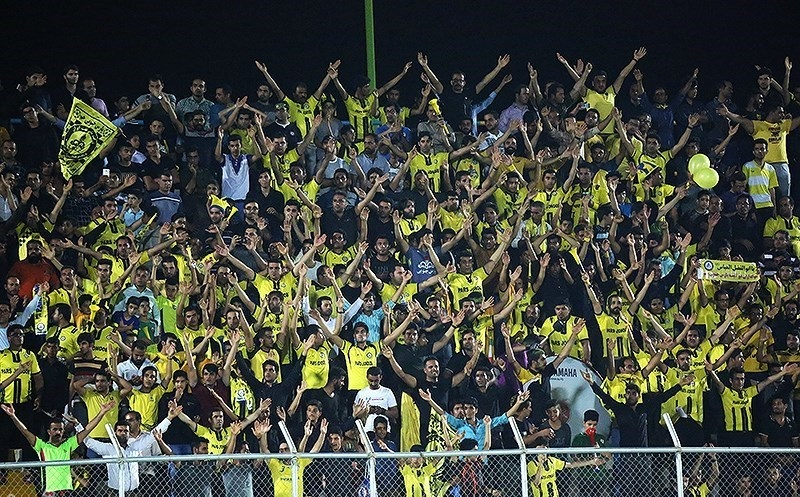
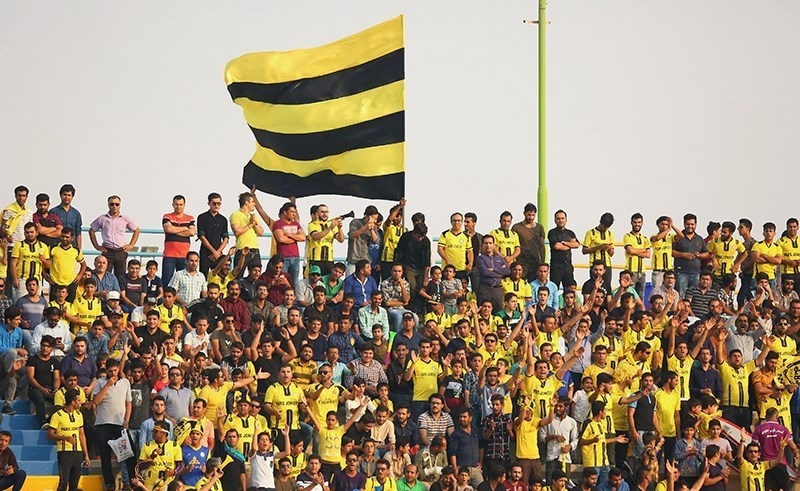
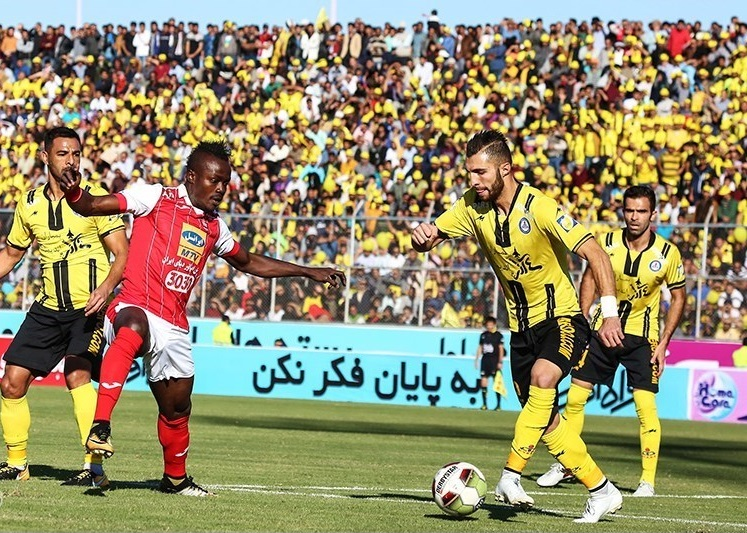

## Стадион
Свои домашние матчи «Парс Джонуби» проводит на многофункциональном стадионе Тахти, вмещающем около 15 000 зрителей и расположенном в Джеме. После того, как в 2017 году команда вышла в Про-лигу, был поставлен вопрос о несоответствии арены для проведения матчей главной иранской лиги. Была начата работа по замене газона и переустройству внутренних помещений. Стадион так же, как и клуб, принадлежит Специальной энергетической экономической зоне Парс (PSEEZ).

## История выступлений

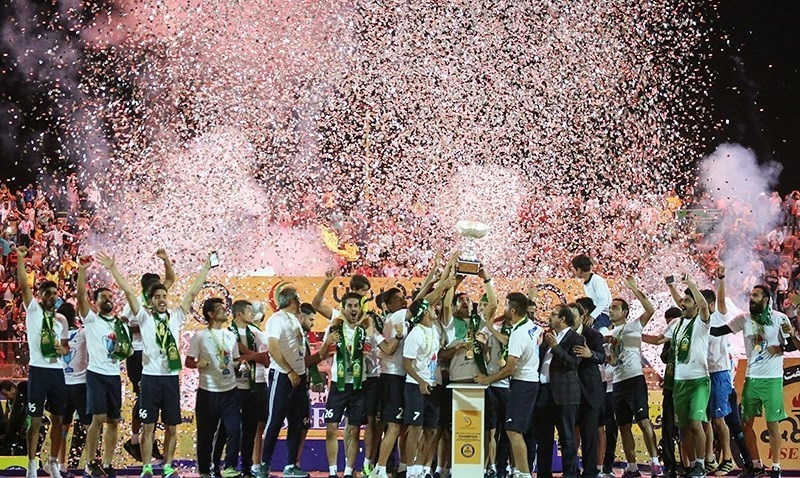
Футболисты «Парс Джонуби» празднуют выход в Про-лигу.

| Сезон   | Лига            | Место          | Кубок Ирана         |
| ------- | --------------- | -------------- | ------------------- |
| 2010/11 | Второй дивизион | 5-е в группе A | не квалифицировался |
| 2011/12 | Второй дивизион | 9-е в группе A | не квалифицировался |
| 2012/13 | Второй дивизион | 4-е в группе A |                     |
| 2013/14 | Второй дивизион | 7-е в группе B |                     |
| 2014/15 | Второй дивизион | 3-е в группе B |                     |
| 2015/16 | Второй дивизион | 2-е в группе A |                     |
| 2016/17 | Лига Азадеган   | 1-е            | 1/16 финала         |
| 2017/18 | Про-лига        | 5-е            | 1/16 финала         |
| 2018/19 | Про-лига        |                | 1/8 финала          |

## Текущий состав
| №  |            | Поз. | Имя                | Год рождения |
| -- | ---------- | ---- | ------------------ | ------------ |
| 1  | Флаг Ирана | Вр   | Рахман Ахмади      | 1980         |
| 3  | Флаг Ирана | Защ  | Хамед Нурмохаммади | 1986         |
| 4  | Флаг Ирана | Защ  | Моджтаба Лотфи     | 1989         |
| 5  | Флаг Ирана | Защ  | Мохсен Бенгар      | 1979         |
| 6  | Флаг Ирана | ПЗ   | Мейсам Нахизаде    | 1986         |
| 7  | Флаг Ирана | Нап  | Мохаммад Шадкам    | 1990         |
| 8  | Флаг Ирана | Нап  | Амир Мирбозорги    | 1986         |
| 9  | Флаг Ирана | Нап  | Эмад Мирджаван     | 1988         |
| 10 | Флаг Ирана | Нап  | Эбрахим Салехи     | 1991         |
| 11 | Флаг Ирана | ПЗ   | Хоссейн Пур Амини  | 1990         |
| 12 | Флаг Ирана | Вр   | Али Хадживанд      | 1997         |
| 14 | Флаг Ирана | ПЗ   | Мохаммад Нури      | 1983         |
| 17 | Флаг Ирана | Нап  | Фаршид Падаш       | 1991         |

| №  |            | Поз. | Имя                   | Год рождения |
| -- | ---------- | ---- | --------------------- | ------------ |
| 24 | Флаг Ирана | Нап  | Маджид Алияри         | 1996         |
| 28 | Флаг Ирана | ПЗ   | Нима Энтезари         | 1996         |
| 33 | Флаг Ирана | Защ  | Мохаммад Саттари      | 1993         |
| 34 | Флаг Ирана | Вр   | Ахмад Гохари          | 1996         |
| 70 | Флаг Ирана | Защ  | Мохсен Хаксар         | 1997         |
| 76 | Флаг Ирана | ПЗ   | Амир Чешме Хосрави    | 1998         |
| 77 | Флаг Ирана | Нап  | Амирхоссейн Яхьязаде  | 1998         |
| 88 | Флаг Ирана | Нап  | Рухолла Сейфоллахи    | 1990         |
| 90 | Флаг Ирана | Нап  | Шахрам Гударзи        | 1987         |
| 95 | Флаг Ирана | ПЗ   | Голамреза Сабет Имани | 2000         |
| 96 | Флаг Ирана | Защ  | Саид Ахани            | 2001         |
| 99 | Флаг Ирана | Защ  | Саид Мохаммадфар      | 1995         |